# Sarke
Sarke är ett norsk black metal/thrash metal-band från Oslo. Bandet bildades 2008 när Thomas "Sarke" Berglie (från Khold och Tulus) beslutat att göra ett soloalbum. I november 2008 spelade Thomas Berglie in spåren för albumet tillsammans med keyboardisten Anders Hunstad. Ted "Nocturno Culto" Skjellum (Darkthrone, ex-Satyricon) anslöt sig till Sarke och spelade inn sång för debutalbumet med titeln Vorunah, som släpptes 6 april 2009 av skivbolaget Indie Recordings.
Trummisen Asgeir Mickelson och gitarristen Terje "Cyrus" Andersen anslöt sig till Sarke 2009 som live-meldemmar. Steinar Gundersen kom med i Sarke 2010 som deras andra gitarrist. Under 2009 och 2010 spelade bandet på flera festivaler som Wacken Open Air, Inferno Metal Festival, Hole in the Sky, Party.San Open Air, Brutal Assault och Ragnarök-Festival. Efter festivalerna blev Mickelson, Cyrus och Gundersen heltids-medlemmar i bandet.

## Medlemmar
Nuvarande medlemmar
- Sarke (Thomas Berglie) – basgitarr (2008– ), gitarr, trummor (2008–2011)
- Nocturno Culto (Ted Arvid Skjellum) – sång (2008– )
- Steinar Gundersen – sologitarr (2011– )
- Anders Hunstad – keyboard (2011–2014, 2017–)
- Terje Kråbøl – trummor (2014–)
- Stian Kråbøl – gitarr (2014–2016, 2018–)

Tidigare medlemmar
- Asgeir Mickelson – trummor (2011–2014)
- Cyrus (Terje Andersen) – sologitarr (2011–2013)

Turnerande medlemmar
- Christian Broholt – sång (2015– )
- Asgeir Mickelson – trummor (2009–2011)
- Cyrus – gitarr (2009–2011)
- Steinar Gundersen – gitarr (2009–2011)
- Anders Hunstad – keyboard (2009–2011)
- Athera (Pål Mathiesen) – sång (2015)

## Diskografi
Studioalbum
- 2009 – Vorunah
- 2011 – Oldarhian [2]
- 2013 – Aruagint [3]
- 2016 – Bogefod
- 2017 – Viige Urh
- 2019 – Gastwerso

Singlar
- 2011 – "Condemned"
- 2011 – "Novel Dawn"
- 2016 – "Sunken"
- 2016 – "Alternation"
- 2017 – "Dagger Entombed"
- 2017 – "Jutjul"
- 2017 – "Age of Sail"
- 2019 – "Ties of Blood"
- 2019 – "Ghost War"
- 2019 – "Rebellious Bastard"
- 2019 – "Cribs Hand"